# Mojtaba Jabbari
Mojtaba Jabbari (in persiano مجتبی جباری‎; Robat Karim, 16 giugno 1983) è un allenatore di calcio ed ex calciatore iraniano, di ruolo centrocampista.

## Palmarès

### Giocatore

#### Competizioni nazionali
- Campionato iraniano: 3

Esteghlal: 2005-2006, 2008-2009, 2012-2013
- Coppa d'Iran: 2

Esteghlal: 2007-2008, 2011-2012
- Campionato saudita: 1

Al-Ahli: 2015-2016
- Supercoppa saudita: 1

Al-Ahli: 2016

### Allenatore

#### Competizioni nazionali
- Coppa d'Iran: 1

Esteghlal: 2024-2025